# 2002 GA32
2002 GA32, também escrito como 2002 GA32, é um corpo menor que está localizado no disco disperso, uma região do Sistema Solar. Ele possui uma magnitude absoluta de 7,7 e tem um diâmetro estimado com cerca de 127 km.

## Descoberta
2002 GA32 foi descoberto no dia 6 de abril de 2002 pelo astrônomo Marc W. Buie.

## Órbita
A órbita de 2002 GA32 tem uma excentricidade de 0,326 e possui um semieixo maior de 52,011 UA. O seu periélio leva o mesmo a uma distância de 35,036 UA em relação ao Sol e seu afélio a 68,986 UA.